# Primo Villa Michel
Ernesto Primo Villa Michel (San Gabriel, Jalisco, México; 7 de noviembre de 1893-Ciudad de México, 22 de agosto de 1970) fue un abogado, diplomático y político mexicano.

## Biografía
Fue hijo de Primo F. Villa Michel y de Mariana Enedina de Jesús Michel de la Fuente. 
Fue Villa Michel quién propuso que la Secretaría de Industria, Comercio y Trabajo, pasara a denominarse como de Economía Nacional; que el Departamento Autónomo de Estadística quedase como una Dirección dependiente de esta última con su nuevo nombre, y que se separara de dicha Secretaría el Departamento del Trabajo, para que sus funciones fuesen más efectivas y directas, dado que los conflictos laborales y toda cuestión relacionada con ese ramo sufrían retrasos en ser atendidos, debido a las medidas burocráticas, incluyendo la disposición de recursos económicos, y lo reducido de su personal, tanto de las oficinas centrales del Departamento como las oficinas existentes en los estados (G. Rosales). Sus propuestas fueron aceptadas, haciéndose las reformas a la Ley de las Secretarías de Estado con fecha de 1 de enero de 1933. Abogado, sirvió en su juventud varios puestos públicos llegando a ser Gobernador del Distrito Federal (Primero como encargado del despacho desde junio de 1927 y después como titular el 1 de diciembre de 1928), Secretario de Industria, Comercio y Trabajo (Ahora Secretaría de Economía (México)) en los Gobiernos de Pascual Ortiz Rubio y Abelardo L. Rodríguez y Secretario de Gobernación (Secretaría de Gobernación (México)) en el Gobierno de Manuel Ávila Camacho, Director del Instituto Nacional de la Vivienda y Representante ante los Gobiernos de Alemania, Uruguay, Países Bajos, Japón, Guatemala, Reino Unido y Bélgica, 
Siendo Ministro de Economía Nacional, promovió la creación Petróleos de México, S.A.  ("PETROMEX," S.A.), concebida de una empresa de capital mixto, 50% aportado por el gobierno federal (Serie "A") y 50% por mexicanos (Serie B), con la exclusión de extranjeros. El gerente general sería nombrado por un consejo de administración. Se contemplada que la sociedad entraría en actividades de exploración y producción como de transporte, refinanción y distribución.  En 1934, la Secretaría de la Economía publicó un folleto de 40 hojas entitulado Programa de los Fundadores de "Petróleos de México," S. A.  ("Petromex," S. A.).
La idea de una empresa petrolera de capital híbrido no prosperó, siendo que en 1938, pocos meses después de la expropriación petrolera por decreto del General President Lázaro Cárdenas, se decretó la creación de Petróleos Mexicanos (Pemex) como institución pública sin participación de capital privada. El Ejecutivo designará un presidente, vice presidente y secretario del consejo.  (Art. 4).
Terminando el sexenio cardenista, se volvió a tomar la idea de una petrolera de "economía mixta" en la reforma a la Ley reglamentaria del artículo 27 constitucional en junio de 1941 (Art. 10). Se contemplaba una empresa con participación mayoritaria estatal en la cual "podrán formar parte soc[i]os extranjeros." Este modelo tampoco prosperó.
Fue representante de México en la Sociedad de Naciones además de ser el creador del tribunal para menores de México. Durante el transcurso de la Segunda Guerra Mundial contribuyó a la ayuda a los refugiados judíos y españoles. Como embajador de México en Guatemala le tocó la caída de Jacobo Arbenz y el problema de los numerosos refugiados en la embajada para escapar a la victoria de John Foster Dulles. Murió en 1970.

## Familia
|  |                                                               |  |  |  |  |  |  |  |  |  |  |  |  |  |  |  |
|  | 16. Juan Rafael Villa y Alcaraz                               |  |  |  |  |  |  |  |  |  |  |  |  |  |  |  |
|  |                                                               |  |  |  |  |  |  |  |  |  |  |  |  |  |  |  |
|  |                                                               |  |  |  |  |  |  |  |  |  |  |  |  |  |  |  |
|  | 8. José Guadalupe Villa Guzmán                                |  |  |  |  |  |  |  |  |  |  |  |  |  |  |  |
|  |                                                               |  |  |  |  |  |  |  |  |  |  |  |  |  |  |  |
|  |                                                               |  |  |  |  |  |  |  |  |  |  |  |  |  |  |  |
|  | 17. Antonia Manuela Guzmán Martínez                           |  |  |  |  |  |  |  |  |  |  |  |  |  |  |  |
|  |                                                               |  |  |  |  |  |  |  |  |  |  |  |  |  |  |  |
|  |                                                               |  |  |  |  |  |  |  |  |  |  |  |  |  |  |  |
|  | 4. José Simón Villa Escobedo                                  |  |  |  |  |  |  |  |  |  |  |  |  |  |  |  |
|  |                                                               |  |  |  |  |  |  |  |  |  |  |  |  |  |  |  |
|  |                                                               |  |  |  |  |  |  |  |  |  |  |  |  |  |  |  |
|  | 18. Buenaventura Escobedo                                     |  |  |  |  |  |  |  |  |  |  |  |  |  |  |  |
|  |                                                               |  |  |  |  |  |  |  |  |  |  |  |  |  |  |  |
|  |                                                               |  |  |  |  |  |  |  |  |  |  |  |  |  |  |  |
|  | 9. María Guadalupe Escobedo García                            |  |  |  |  |  |  |  |  |  |  |  |  |  |  |  |
|  |                                                               |  |  |  |  |  |  |  |  |  |  |  |  |  |  |  |
|  |                                                               |  |  |  |  |  |  |  |  |  |  |  |  |  |  |  |
|  | 19. Catalina García                                           |  |  |  |  |  |  |  |  |  |  |  |  |  |  |  |
|  |                                                               |  |  |  |  |  |  |  |  |  |  |  |  |  |  |  |
|  |                                                               |  |  |  |  |  |  |  |  |  |  |  |  |  |  |  |
|  | 2. Primo Feliciano Villa Michel                               |  |  |  |  |  |  |  |  |  |  |  |  |  |  |  |
|  |                                                               |  |  |  |  |  |  |  |  |  |  |  |  |  |  |  |
|  |                                                               |  |  |  |  |  |  |  |  |  |  |  |  |  |  |  |
|  | 20. Joseph María Michel Vázquez                               |  |  |  |  |  |  |  |  |  |  |  |  |  |  |  |
|  |                                                               |  |  |  |  |  |  |  |  |  |  |  |  |  |  |  |
|  |                                                               |  |  |  |  |  |  |  |  |  |  |  |  |  |  |  |
|  | 10. José Andrés Michel Corona                                 |  |  |  |  |  |  |  |  |  |  |  |  |  |  |  |
|  |                                                               |  |  |  |  |  |  |  |  |  |  |  |  |  |  |  |
|  |                                                               |  |  |  |  |  |  |  |  |  |  |  |  |  |  |  |
|  | 21. Anna María Josefa González-Corona y Covarrubias           |  |  |  |  |  |  |  |  |  |  |  |  |  |  |  |
|  |                                                               |  |  |  |  |  |  |  |  |  |  |  |  |  |  |  |
|  |                                                               |  |  |  |  |  |  |  |  |  |  |  |  |  |  |  |
|  | 5. María Luisa Tomasa Michel Corona                           |  |  |  |  |  |  |  |  |  |  |  |  |  |  |  |
|  |                                                               |  |  |  |  |  |  |  |  |  |  |  |  |  |  |  |
|  |                                                               |  |  |  |  |  |  |  |  |  |  |  |  |  |  |  |
|  | 22. Ignacio Jacinto Corona                                    |  |  |  |  |  |  |  |  |  |  |  |  |  |  |  |
|  |                                                               |  |  |  |  |  |  |  |  |  |  |  |  |  |  |  |
|  |                                                               |  |  |  |  |  |  |  |  |  |  |  |  |  |  |  |
|  | 11. María Josefa Teodora Corona Pérez de Alencastro           |  |  |  |  |  |  |  |  |  |  |  |  |  |  |  |
|  |                                                               |  |  |  |  |  |  |  |  |  |  |  |  |  |  |  |
|  |                                                               |  |  |  |  |  |  |  |  |  |  |  |  |  |  |  |
|  | 23. Francisca Eufrosina Guadalupe Pérez de Alencastro Vázquez |  |  |  |  |  |  |  |  |  |  |  |  |  |  |  |
|  |                                                               |  |  |  |  |  |  |  |  |  |  |  |  |  |  |  |
|  |                                                               |  |  |  |  |  |  |  |  |  |  |  |  |  |  |  |
|  | 1. Ernesto Primo Villa Michel                                 |  |  |  |  |  |  |  |  |  |  |  |  |  |  |  |
|  |                                                               |  |  |  |  |  |  |  |  |  |  |  |  |  |  |  |
|  |                                                               |  |  |  |  |  |  |  |  |  |  |  |  |  |  |  |
|  | 24. Joseph María Michel Vázquez                               |  |  |  |  |  |  |  |  |  |  |  |  |  |  |  |
|  |                                                               |  |  |  |  |  |  |  |  |  |  |  |  |  |  |  |
|  |                                                               |  |  |  |  |  |  |  |  |  |  |  |  |  |  |  |
|  | 12. José Andrés Michel Corona                                 |  |  |  |  |  |  |  |  |  |  |  |  |  |  |  |
|  |                                                               |  |  |  |  |  |  |  |  |  |  |  |  |  |  |  |
|  |                                                               |  |  |  |  |  |  |  |  |  |  |  |  |  |  |  |
|  | 25. Anna María Josefa González-Corona y Covarrubias           |  |  |  |  |  |  |  |  |  |  |  |  |  |  |  |
|  |                                                               |  |  |  |  |  |  |  |  |  |  |  |  |  |  |  |
|  |                                                               |  |  |  |  |  |  |  |  |  |  |  |  |  |  |  |
|  | 6. José Zeferino Michel Corona                                |  |  |  |  |  |  |  |  |  |  |  |  |  |  |  |
|  |                                                               |  |  |  |  |  |  |  |  |  |  |  |  |  |  |  |
|  |                                                               |  |  |  |  |  |  |  |  |  |  |  |  |  |  |  |
|  | 26. Ignacio Jacinto Corona                                    |  |  |  |  |  |  |  |  |  |  |  |  |  |  |  |
|  |                                                               |  |  |  |  |  |  |  |  |  |  |  |  |  |  |  |
|  |                                                               |  |  |  |  |  |  |  |  |  |  |  |  |  |  |  |
|  | 13. María Josefa Teodora Corona Pérez de Alencastro           |  |  |  |  |  |  |  |  |  |  |  |  |  |  |  |
|  |                                                               |  |  |  |  |  |  |  |  |  |  |  |  |  |  |  |
|  |                                                               |  |  |  |  |  |  |  |  |  |  |  |  |  |  |  |
|  | 27. Francisca Eufrosina Guadalupe Pérez de Alencastro Vázquez |  |  |  |  |  |  |  |  |  |  |  |  |  |  |  |
|  |                                                               |  |  |  |  |  |  |  |  |  |  |  |  |  |  |  |
|  |                                                               |  |  |  |  |  |  |  |  |  |  |  |  |  |  |  |
|  | 3. Mariana Enedina de Jesús Michel de la Fuente               |  |  |  |  |  |  |  |  |  |  |  |  |  |  |  |
|  |                                                               |  |  |  |  |  |  |  |  |  |  |  |  |  |  |  |
|  |                                                               |  |  |  |  |  |  |  |  |  |  |  |  |  |  |  |
|  | 7. Canuta De la Fuente                                        |  |  |  |  |  |  |  |  |  |  |  |  |  |  |  |
|  |                                                               |  |  |  |  |  |  |  |  |  |  |  |  |  |  |  |
|  |                                                               |  |  |  |  |  |  |  |  |  |  |  |  |  |  |  |